# Гепатотоксин
Гепатотоксин (от лат. hepar — печень и др.-греч. τοξικον — токсин или яд) — химическое вещество или смесь, которое обладает токсичным воздействием на печень (гепатотоксичность). 
Степень воздействия гепатотоксина зависит от количества, скорости действия и распространения по органу, а также от здоровья человека.

## Основные гепатотоксины
- Этанол — самый распространённый из гепатотоксинов, продукт его метаболизма — ацетальдегид, помимо токсичности обладает канцерогенным и мутагенным воздействием.
- Афлатоксины — сильнейшие гепатотоксины и гепатоканцерогены, даже приём нетоксичных доз в течение небольшого времени приводит к сильнейшей дегенерации клеток паренхимы и циррозу.
- α-Аманитин и аматоксины — сильнейшие гепатотоксины, смертельные яды, разрушают клетки печени, почек, органов ЖКТ; изначально были найдены и выделены в плодовых телах бледной поганки (Amanita phalloides) из рода Аманита, а затем и в других грибах различных родов (Галерина, Лепиота и др.).
- Галотан — средство для наркоза[1] .
- Тетрахлорметан.
- Пирролизидиновые алкалоиды, содержащиеся в растениях семейств: Бурачниковые (Boragináceae), Сложноцветные или Астровые (Asteraceae или Compositae) и Бобовые (Fabáceae).
- Аллиловый спирт, дикват, диэтилнитрозамин, индометацин, диметилформамид, 3-метилхолантрен[2].